# Wanapum
Wanapum es el nombre de una tribu de Nativos americanos que en el pasado habitaban a lo largo del Río Columbia desde Priest Rapids hasta la desembocadura del río Snake en lo que ahora es el estado estadounidense de Washington. Alrededor de 60 Wanapum aún viven cerca del sitio actual de la presa Priest Rapids. El nombre "Wanapum" proviene del Sahaptian ''wánapam'', que significa "gente del río": wána, "río" y -pam, "gente". Actualmente están inscritos en las Tribus Confederadas y Bandas de la Nación Yakama reconocidas a nivel federal. El nombre "Wanapum" es del Sahaptin wánapam, significando "personas de río": de wána, "río", y -pam, "personas". Hoy están matriculados entre las Tribus Confederadas y Bandas de la Nación Yakama reconocidas a nivel federal.

## Historia
En tiempos prehistóricos, el territorio de la tribu era (y sigue siendo) una excelente zona de pesca de salmón. Se desconoce cuáles tribus fueron derrocadas por la tribu Wanapum cuando reclamaron su tierra ancestral, o qué sucedió con los colonos originales que emigraron del noreste de Asia siglos antes de que los Wanapum y otras tribus se establecieran finalmente en el área. Debido a la arqueología primitiva y escasa perdida de la región, es posible que estos secretos nunca se conozcan y esas personas nunca se reconozcan.

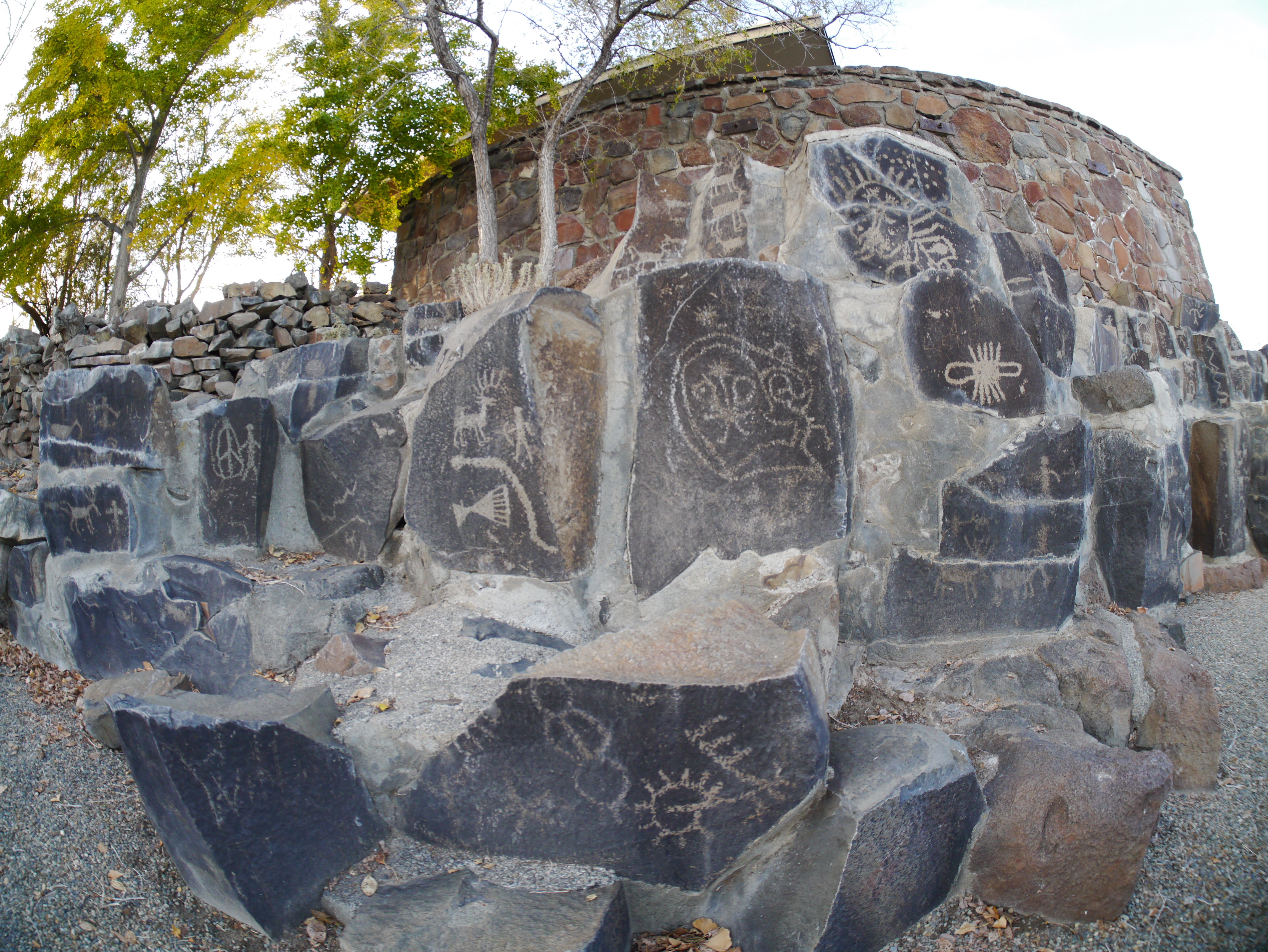
Petroglifos encima exhibición en Ginkgo Bosque Petrificado Parque Estatal, Washington

La tribu construyó casas de tule y carvó más de 300 petroglifos en acantilados de basalto.
En 1805, según los diarios de la expedición Lewis y Clark, los Wanapum, dirigidos por su jefe Cutssahnem, recibió a la expedición tratando bien a sus miembros, compartiendo de sus alimentarios y diversión. Los diarios del capitán Clark proporcionan descripciones de sus habitaciones, ropa, y características físicas.
En el siglo XIX, el profeta espiritual de los Wanapum llamado Smohalla creó una nueva religión nativa, llamada Washane, Washani ("Religión de soñadores"). Los seguidores de esta religión creían que el hombre blanco desaparecería si se respetaban los rituales y la vida tradicional; en lugar de participar en los conflictos armados, la gente rezaba. Ya sea por esta religión o por otras razones, la tribu nunca luchó contra los colonos blancos, no firmó un tratado con ellos y, como resultado, no retuvo derechos sobre la tierra reconocidos a nivel federal.
En 1953, la construcción de la presa Priest Rapids y la presa Wanapum inundó las riberas del río donde los Wanapum habían vivido en casas tradicionales de tule.

## Patrimonio
Aproximadamente 60 petroglifos de los Wanapum fueron arrancados de la roca antes de ser inundados por el lago circundante; se pueden presenciar en el Parque estatal del Bosque Ginkgo Petrificado.
El Museo del Centro del Patrimonio de Wanapum muestra artefactos de la época anterior a las represas, mientras que la Patrulla del Río Wanapum vigila las tierras ancestrales, monitorea lugares de especial importancia para Wanapum para proteger esos lugares de la depredación y también brinda información a los visitantes.
Algunos miembros de otras tribus todavía practican la religión Washane.